# Laurentius Pabst
Laurentius Pabst (* 26. Juli 1599 in Wien; † 9. März 1672 in Dresden) war ein deutsch-österreichischer Mediziner und kursächsischer Leibarzt.

## Leben
Er wurde als Sohn des Hofjuweliers Thomas Pabst und Anna Becher geboren. Nach dem Besuch der mährischen Landschaftsschule in Znaim wechselte er 1617 auf die Landschaftsschule in Linz. Pabst ging 1617 für sein Studium nach Gießen, vermutlich weil im selben Jahr sein Vater verstorben war.
Im März 1622 wechselte er an die Universität Wittenberg. Dort disputierte er 1622 unter Wolfgang Schaller über Schwindsucht und Herzklopfen, graduierte am 16. Juli 1627 zum medizinischen Bakkalar und promovierte noch im Dezember desselben Jahres. Ab 1628 praktizierte er in Dresden. Am 5. März 1631 wurde er zusammen mit den Leibärzten Peter Heige und Johann Rupert Sulzberger zum Hofarzt bestellt und am 30. März vereidigt. Seine Beförderung zum Leibarzt von Johann Georg I. zusammen mit Caspar Suevus am 25. Juli 1637 bedeutete eine deutliche Gehaltserhöhung.
Nach einem langen Berufsleben gab er seine Tätigkeit aus Altersgründen auf und verstarb am 9. März 1672 in Dresden. Seine letzten Jahre wurden von seinem Kollegen Heinrich Boezo betreut.

## Familie
Pabst heiratete am 6. Februar 1630 Margarethe Sennert, die Tochter seines Kollegen Daniel Sennert, die am 9. Juli 1662 verstarb. Das Paar hatte mehrere Kinder: Carl Lorenz Pabst, Anna Margareta (verheiratet mit dem Hofkellerschreiber Wilhelm Francken) und Anna Sabina (verheiratete Grieben, Erbherrin auf Ober- und Niederlangenau).